# Silene nana
Silene nana är en nejlikväxtart som beskrevs av Grigorij Silych Karelin och Kir. Silene nana ingår i släktet glimmar, och familjen nejlikväxter. Inga underarter finns listade i Catalogue of Life.